# Моргунов, Евгений Александрович
Евге́ний Алекса́ндрович Моргуно́в (27 апреля 1927, Москва, СССР — 25 июня 1999, Москва, Россия) — советский и российский актёр театра и кино, кинорежиссёр, сценарист, кинопродюсер; заслуженный артист РСФСР (1978).
Наиболее известен по роли Бывалого в серии советских кинокомедий Леонида Гайдая.

## Биография

Балбес, Бывалый и Трус в Хабаровске

Балбес, Бывалый и Трус в Перми

Евгений Моргунов родился 27 апреля 1927 года в Москве в семье Александра Семёновича Моргунова. Отец рано покинул семью, мать воспитывала сына одна. Работала на заводе, затем санитаром в роддоме Остроумовской больницы. Отец позже погиб на фронте.
В 14 лет пошёл работать на завод «Фрезер», где обтачивал болванки для артиллерийских снарядов. В войну и послевоенные годы семья сильно голодала. Однажды мать привезла пачку масла, он не удержался и съел всю пачку целиком без хлеба. Ему стало плохо, его еле выходили, однако с тех пор у него нарушился обмен веществ.
В 1943 году написал письмо Сталину, в котором просил зачислить его в театральное училище. На письмо пришёл ответ, и его действительно зачислили в училище при театре Таирова, однако он проучился там всего год и перевёлся во ВГИК на актёрский факультет к Сергею Герасимову.
Моргунов, помимо артистического, обладал и композиторским талантом. Будучи студентом, он сумел встретиться с Дмитрием Шостаковичем и упросить прослушать его. Дмитрий Дмитриевич пришел в восторг и написал Моргунову рекомендательное письмо в консерваторию. Но молодой человек не поступил в то учебное заведение и не посвятил себя музыке. Хотя всю жизнь мог по памяти исполнить первый концерт Чайковского.
В 1948 году окончил ВГИК.
В 1948—1951 годах — актёр Театра-студии киноактёра.
В 1951—1953 годах — актёр академического Малого театра, затем снова вернулся в Театр киноактёра.
Рекомендация актёру при зачислении в Театр киноактёра:

Талантлив ли Моргунов? Этого я не знаю, но если в экспедиции застрянет машина, Моргунов тут же её вытащит. Талантлив ли Моргунов? Этого я не знаю, но Моргунов прекрасно переносит жару и холод, и если надо — неприхотлив в еде. Талантлив ли Моргунов? Этого я не знаю, но он прекрасно умеет доить корову и переносит на ногах грипп. Такой, как Моргунов, в экспедиции незаменим. Талантлив ли Моргунов? Этого я не знаю, но вы-то знаете, талантлив ли Моргунов.
— Александр Довженко
Вторая актёрская работа, сразу принёсшая ему известность — роль вымышленного персонажа, предателя Евгения Стаховича (в фильме в титрах его персонаж указан как Почепцов) в фильме «Молодая гвардия» (версия 1948 года, режиссёр Сергей Герасимов) — экранизации одноимённого романа Александра Фадеева. Молодой актёр в образе Стаховича настолько запомнился публике, что в одном провинциальном городе актёр был атакован на улице мальчишками, считавшими, что выследили предателя.
В 25 лет врачи диагностировали у него сахарный диабет. В результате он сильно набрал вес. В более зрелом возрасте это сказалось и на суставах, у него постоянно болели ноги.
В 1950-е годы актёр снимался преимущественно в фильмах историко-патриотической направленности, ныне малоизвестных. Всенародную популярность актёру принесла роль Бывалого в серии кинокомедий Леонида Гайдая 1960-х годов: «Самогонщики», «Пёс Барбос и необычный кросс», «Операция «Ы» и другие приключения Шурика», «Кавказская пленница, или новые приключения Шурика». На волне популярности он пробует себя в качестве режиссёра — снимает картину «Когда казаки плачут» по рассказу Шолохова (1963).
Во время съёмок «Кавказской пленницы» между ним и Гайдаем произошёл конфликт, когда актёр повёл себя по отношению к режиссёру, известному своей строгостью, излишне независимо.
В 1970—1980-е годы он редко снимался в кино, в основном в эпизодах, наиболее известный фильм этого периода с его участием — «Покровские ворота».
В 1990-е годы он снялся в более чем десяти картинах, однако главных ролей по-прежнему не играл.
После 1998 года в кино не снимался.

### Болезнь и смерть
В повседневной жизни он был большим шутником и любителем розыгрышей, всегда был окружён множеством друзей. Любил застолья, но, вопреки слухам, алкоголем не злоупотреблял. Актёр на протяжении многих лет страдал от сахарного диабета, перенёс тромбоз, два инфаркта и инсульт.
В последние годы почти не ходил из-за болезни ног, снимался и выступал на концертах в тапочках. Врачи несколько раз хотели ампутировать ему ноги, но жена Наталья Николаевна, которая сама занималась лечением мужа, помогла избежать операции.
Скончался утром в пятницу, 25 июня 1999 года на 73-м году жизни в московской Центральной клинической больнице от второго инсульта. За год до этого, 20 июня 1998 года, в автокатастрофе погиб его 25-летний сын Николай. Оба похоронены в Москве, на Кунцевском кладбище.
15 января 2021 года умерла жена актёра, а ещё через два месяца, 18 марта, умер старший сын Антон. Их похороны прошли в Москве. Тела были кремированы, а урны с прахами были захоронены в одной могиле с актёром.

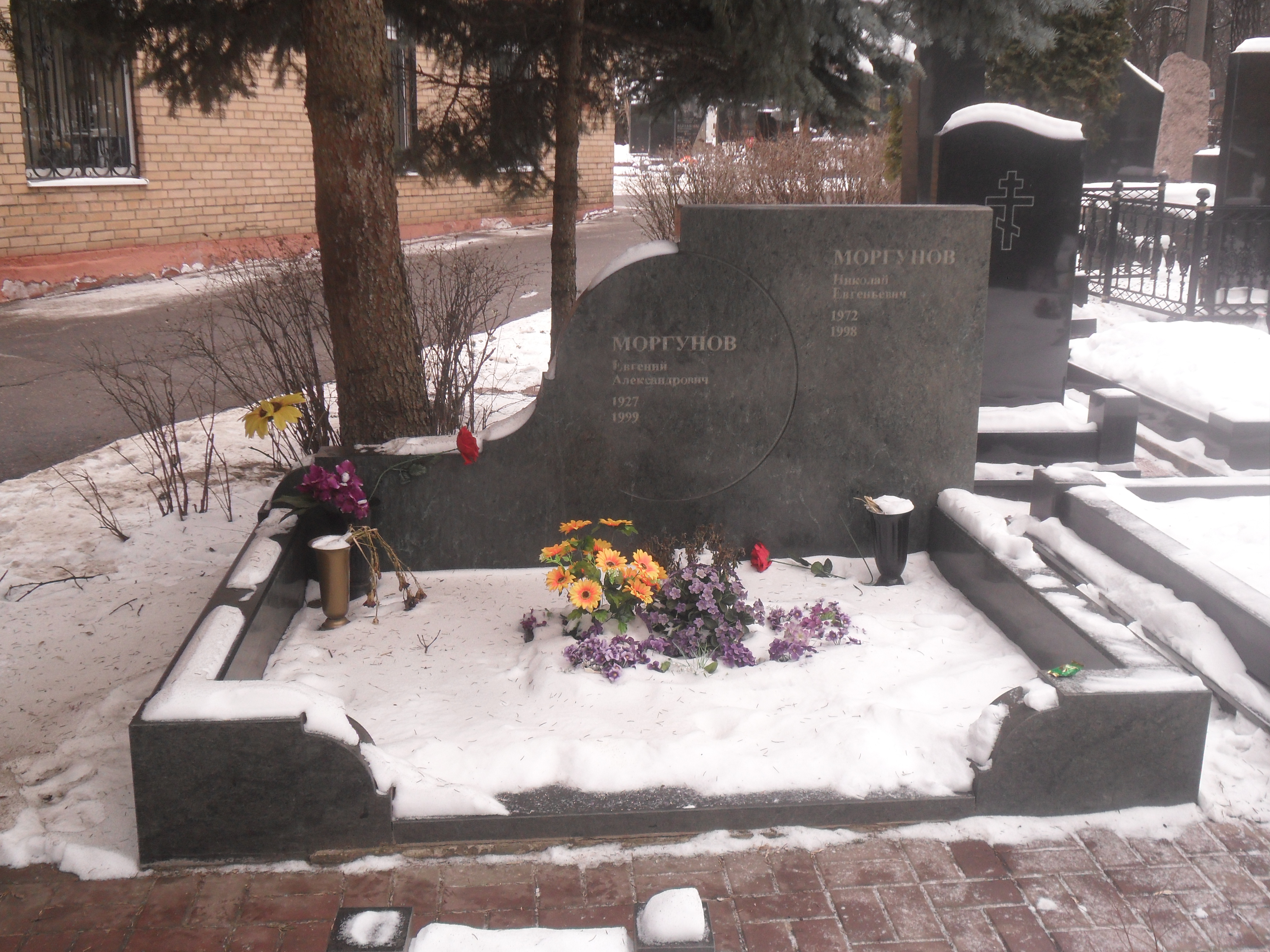
Могила отца и сына Моргуновых на Кунцевском кладбище Москвы

## Культурное значение творчества актёра

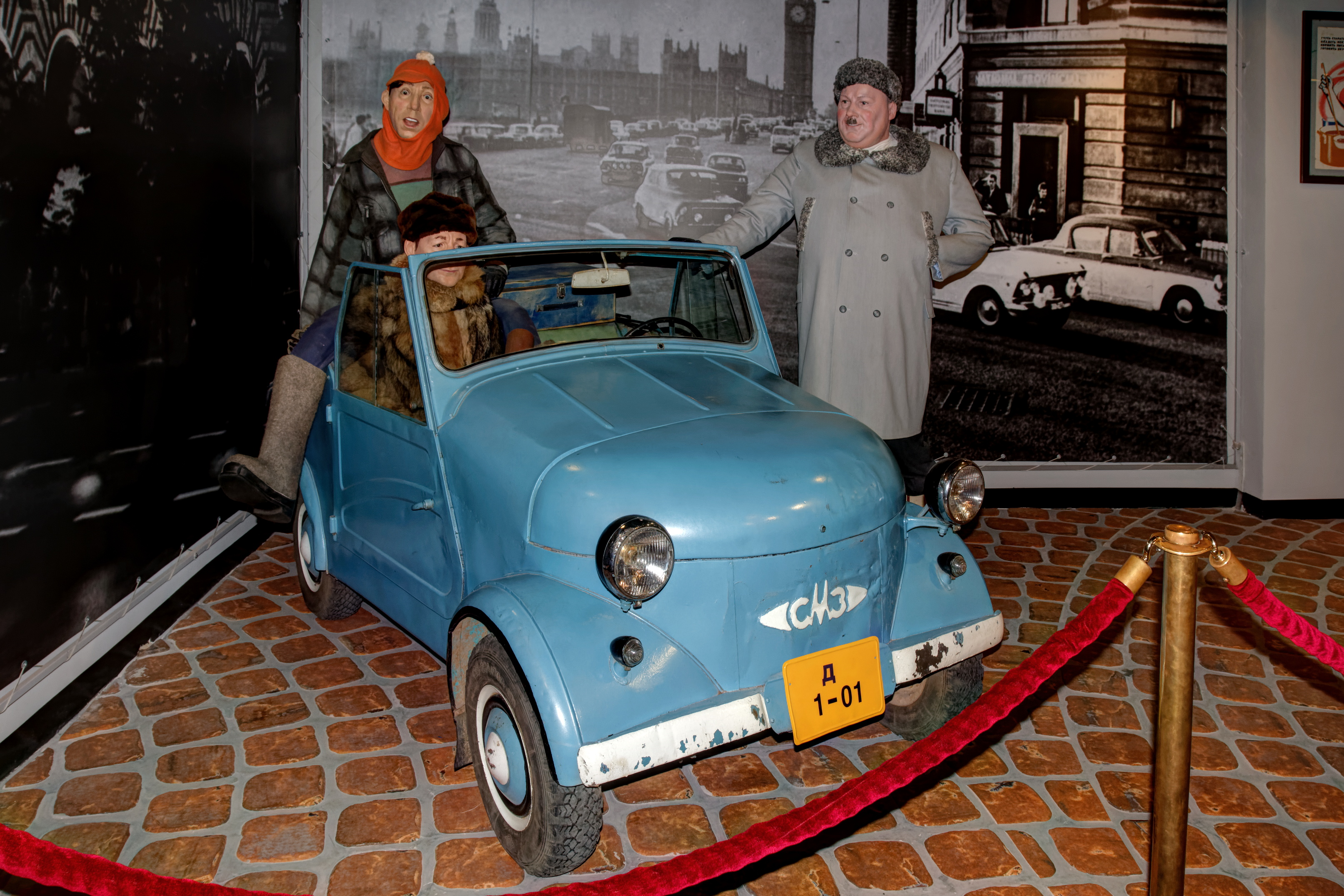
Автомобиль Бывалого СМЗ С-3А, после фильма автомобиль-мотоколяска получил народное прозвище «моргуновка»

О личности актёра часто спорят, ведь актёр словно нарочно совмещал в себе и своём характере острослова-шутника и тонкого ценителя искусств и поэзии. Вокруг него было создано много стереотипов, связанных как с началом его актёрской карьеры в героико-патриотических фильмах, так и с маской Бывалого. Широко известна его ссора с Гайдаем — тогда резкое острословие взяло верх и навредило как режиссёру, так и актёру.
При этом роль Бывалого принесла актёру такую народную любовь, какую многим именитым артистам не удаётся снискать после десятков сыгранных ролей.
Остальные его работы (режиссёрская — «Когда казаки плачут», роль Соева и прочие актёрские труды) хорошо оттеняют его основной образ.

СЕКРЕТ МОРГУНОВА

В чём секрет Моргунова? Почему его все слушались и всюду пускали? Думаю, что помимо природного дара внушения, которым он, безусловно, обладал, Моргунов ещё правильно выбирал нужную в данном эпизоде роль и безукоризненно её исполнял. В работе актёра над ролью есть понятие — пристройка. Пристройки могут быть разные: снизу, на равных, сверху. У Моргунова в его моноспектаклях были только две пристройки: на равных — с начальством и сверху — со всеми остальными. С начальством любого ранга он общался по-приятельски: радушно и раскованно, как с одноклассником, с которым сидел за одной партой. А с остальными говорил спокойно, ровным голосом, с чувством собственного превосходства и лёгкого презрения. И «остальные» понимали, что перед ними — начальник. И поэтому его слушались и всюду пускали.— Георгий Данелия

## Личная жизнь
Более 10 лет Моргунов прожил с балериной Большого театра Варварой Рябцевой (1914—1999), которая была старше его на 13 лет. Детей не было.
Внебрачная дочь — Арина Бурмистрова от романа с монтажёром фильма «Когда казаки плачут» Татьяной Бурмистровой (родилась в начале 1960-х, закончила эстрадно-джазовое отделение Училища им. Гнесиных, позже жила в США под псевдонимом Арина Джейн Морган).
Жена — Наталья Николаевна Моргунова (29 июня 1940, Москва — 15 января 2021, Москва), выпускница Училища им. Щукина, актриса МХАТа, лауреат театральных премий им Ермоловой, «Золотая маска» и «Чайка», награждена медалью ордена «За заслуги перед Отечеством» II степени. Наталья была младше Евгения на 13 лет, её родители были инженерами. Их знакомство началось в 1963 году с розыгрыша: Наталья, тогда студентка МАТИ, вместо института по ошибке позвонила подруге, у которой в то время гостил Моргунов. Он взял трубку и, представившись работником кафедры, попросил номер телефона. Затем несколько раз звонил, якобы с кафедры, и лишь потом назначил свидание. Поженились в 1965 году. Умерла в возрасте 80 лет после продолжительной болезни.
Сын Антон Моргунов (20 апреля 1966, Москва — 18 марта 2021, Москва), скончался от остановки сердца. Был женат, но после развода стал жить со своей матерью. По словам соседей, он был домоседом, нигде не работал, много лет пил, со своими детьми почти не общался.
Внучка - Моргунова Евгения Антоновна (род. 22 декабря 1994, Москва), музыкант, закончила с отличием Консерваторию им. Чайковского по классу виолончели.
Два внука (род. 1990 и род. 2000). 
Сын Николай Моргунов (29 сентября 1972, Москва — 20 июня 1998, Москва), погиб в 25 лет, заснув за рулём автомобиля.
С 1966 года актёр жил на улице Солянка, дом 1/2, затем на улице Алексея Толстого, 8; с 1973 — на Пушкинской улице, 21/7; с 1985 — на Краснопролетарской улице, 9.

## Увлечения
Моргунов был страстным спортивным болельщиком. Сведения о том, за какой московский футбольный клуб он болел, расходятся.

…Часто звали и в Дом киноактёра, где сдружился с Евгением Моргуновым, Бывалым из гайдаевского трио. Женя страстно болел за ЦСКА, а я играл за «Спартак», но нашей дружбе это не мешало— Олимпийский чемпион Алексей Парамонов
В детстве Евгений Моргунов любил играть в футбол, гоняя консервную банку вместо мяча. Позже стал азартным болельщиком — его часто можно было встретить на матчах любимой команды «Спартак»
Был большим любителем классической музыки, обожал произведения Чайковского, Рахманинова, Мусоргского. Мечтал, чтобы его дети стали музыкантами. Не имея музыкального образования, мог, тем не менее, сесть за фортепиано и сыграть классическую композицию на слух, по памяти.

## Роли в театре
- 1948 — «Молодая гвардия» А.А. Фадеева — Евгений Стахович

### Театр-студия киноактёра(1953—1999)
- «Полисмен» — Полицейский
- «Это необычайные приключения Шурика» — Бывалый
- 1976 — «Волшебный фонарь» (фильм-спектакль) — Полисмен, сосед, пограничник, Полицейский
- 1999 — «Очередной концерт» — Евгений Моргунов

## Фильмография

### Актёрские работы
- 1943 — Дни и ночи — солдат (нет в титрах)
- 1944 — В 6 часов вечера после войны — артиллерист (нет в титрах)
- 1945 — Это было в Донбассе — подпольщик (нет в титрах)
- 1948 — Молодая гвардия — Евгений Стахович (в версии 1960-х годов — Геннадий Почепцов)
- 1950 — Донецкие шахтёры — шахтёр, сын Горовых (нет в титрах)
- 1950 — Заговор обречённых — военный (нет в титрах)
- 1950 — Секретная миссия — американский солдат (нет в титрах)
- 1950 — Смелые люди — Гофман (нет в титрах)
- 1952 — Незабываемый 1919 год — моряк-анархист (нет в титрах)
- 1953 — Вихри враждебные — анархист
- 1954 — «Богатырь» идёт в Марто — Гемфри
- 1954 — Командир корабля — Махотин, командир БЧ-5
- 1955 — Мать — жандарм (нет в титрах)
- 1955 — Мексиканец — Майкл
- 1955 — Вольница — полицейский (в титрах не указан)
- 1956 — Павел Корчагин — урка в подъезде (нет в титрах)
- 1956 — Дорога правды — Януков
- 1956 — Путешествие в молодость — завхоз альплагеря «Звёздочка»
- 1956 — Поэт — зритель на вечере поэзии (нет в титрах)
- 1957 — Гори, моя звезда — Крутиков
- 1957 — Рождённые бурей — Кобыльский
- 1957 — Крутые ступени — Фукс-младший (нет в титрах)
- 1957 — Страницы былого — жандарм (нет в титрах)
- 1958 — Шли солдаты — адъютант генерала (нет в титрах)
- 1959 — Белые ночи — стражник
- 1959 — Василий Суриков — комендант снежного городка
- 1959 — Судьба человека — толстый немец (нет в титрах)
- 1960 — Евгения Гранде — бочар (нет в титрах)
- 1960 — Воскресение — Частный (нет в титрах)
- 1961 — Алые паруса — полицейский капрал
- 1961 — Две жизни — Красавин (нет в титрах)
- 1961 — Нахалёнок — эпизод
- 1961 — Пёс Барбос и необычный кросс — Бывалый
- 1961 — Самогонщики — Бывалый
- 1961 — Человек ниоткуда — повар из племени тапи (нет в титрах)
- 1963 — Стёжки-дорожки — патрульный милиционер
- 1964 — До свидания, мальчики! — пляжник с ребёнком
- 1964 — Звезда балета — Шилобрей
- 1964 — Сказка о потерянном времени — владелец «Москвича»
- 1964 — Хотите — верьте, хотите — нет… — собеседник в ресторане
- 1965 — Бывает и так (киноальманах) (новелла «Скелет Аполлона») — эпизод
- 1964 — Дайте жалобную книгу — директор магазина одежды
- 1965 — Операция «Ы» и другие приключения Шурика — Бывалый
- 1966 — Три толстяка — толстяк
- 1966 — Кавказская пленница, или Новые приключения Шурика — Бывалый
- 1966 — Сказки русского леса — Бывалый
- 1967 — Морские рассказы — певичка в иллюзионе «Нимфа»
- 1968 — Семь стариков и одна девушка — Бывалый
- 1969 — Похищение — артист Моргунов (камео)
- 1969 — Старый знакомый — артист-конферансье в капитанской форме
- 1970 — Светофор (короткометражка) — нарушитель-болельщик
- 1971 — Ехали в трамвае Ильф и Петров — налётчик
- 1971 — Пожара не будет! (короткометражка) — директор магазина
- 1974 — Северная рапсодия — таксист
- 1975 — Большой аттракцион — Бубенцов
- 1976 — Весёлое сновидение, или Смех и слёзы — Туз Пик
- 1976 — Волшебный фонарь — шериф /полисмен / сосед / пограничник
- 1976 — Соло для слона с оркестром — Коля
- 1977 — Риск — благородное дело — камео
- 1977 — Эти невероятные музыканты, или Новые сновидения Шурика — камео
- 1979 — Бабушки надвое сказали… — повар в ресторане гостиницы
- 1979 — Летние гастроли — болельщик
- 1980 — Комедия давно минувших дней — Бывалый
- 1982 — Не ждали, не гадали! — сосед
- 1982 — Покровские ворота — Соев, поэт
- 1982 — Просто ужас! — хозяин козы
- 1983 — Спокойствие отменяется — Мигалов
- 1985 — Знай наших! — генерал
- 1986 — Премьера в Сосновке — зритель
- 1986 — Певучая Россия — Казарцев
- 1986 — Хорошо сидим! —  пьяный футбольный судья в поезде
- 1987 — Сильнее всех иных велений — помещик
- 1990 — Супермент
- 1991 — Болотная street, или Средство против секса — хозяин квартиры
- 1991 — Действуй, Маня! — кинорежиссёр
- 1992 — Бабник 2 — экстрасенс
- 1992 — Выстрел в гробу — Колбасюк
- 1992 — Господа артисты — архитектор
- 1992 — Новый Одеон — Блохин
- 1993 — Бравые парни — Иван Карась, майор
- 1993 — Сокровище моей семьи / My Family Treasure — дядя Сергей
- 1994 — Вальсирующие наверняка — врач
- 1995 — Бульварный роман — губернатор
- 1998 — Райское яблочко — Всеволод Иванович Тюбиков, начальник охраны

### Киножурнал «Ералаш»
- 1984 — Выпуск № 46 (сюжет «40 чертей и одна зелёная муха»)[20] — директор школы
- 1994 — Выпуск № 106 (сюжет «Бомба»)[21] — директор школы

Бронзовые скульптуры разбойников из «Бременских музыкантов» в Хабаровске.

### Режиссёрские работы
- 1963 — Когда казаки плачут

### Сценарные работы
- 1963 — Когда казаки плачут (рассказ)

### Продюсерские работы
- 1998 — Райское яблочко

### Киножурнал Фитиль
- 1962 — Фитиль № 1 (сюжет «Живой труп»)
- 1977 — Фитиль № 186 (сюжет «Любители»)
- 1994 — Фитиль № 385 (сюжет «Законное развлечение»)

### Музыкальные сказки
- 1981 — «Происшествие в стране Мульти-Пульти» — Бывалый

### Видеоклипы
- 1989 — Дайте народу пиво (группа «Зодчие») — пациент на каталке

## Документальные фильмы
- 2009 — Евгений Моргунов. Шутки большого человека (реж. Ольга Куликова)

## Награды и звания
- Заслуженный артист РСФСР  (1978)
- Медаль «Ветеран труда» (1989)
- Медаль «За доблестный труд в Великой Отечественной войне 1941—1945 гг.
- Медаль «В память 850-летия Москвы» (1997)